# Рыбалка, Владимир Александрович
Владимир Александрович Рыбалка (род. 27 июля 1977, Александровка, Кировоградская область) — украинский легкоатлет, специалист по бегу на короткие дистанции. Выступал за сборную Украины по лёгкой атлетике в конце 1990-х — начале 2000-х годов, обладатель серебряной медали Универсиады в Пекине, участник чемпионата мира в Эдмонтоне, действующий рекордсмен Украины в эстафете 4 × 400 метров. Мастер спорта Украины международного класса.

## Биография
Владимир Рыбалка родился 27 июля 1977 года.
Занимался лёгкой атлетикой в посёлке городского типа Александровка Кировоградской области, проходил подготовку в местной Детско-юношеской спортивной школе. Был подопечным тренеров А. Н. Чешко, Б. Н. Юшко, В. А. Федорца.
Начиная с 1998 года входил в число сильнейших украинских спринтеров, неоднократно становился чемпионом страны, призёром первенств национального значения в беге на 400 метров, эстафетах 4 × 100 и 4 × 400 метров.
В 2001 году вошёл в основной состав украинской национальной сборной и принял участие в чемпионате мира в Эдмонтоне, где вместе со своими соотечественниками Александром Кайдашем, Андреем Твердоступом и Евгением Зюковым на предварительном квалификационном этапе эстафеты 4 × 400 метров установил ныне действующий национальный рекорд Украины — 3:02.35. Несмотря на установленный рекорд, для выхода в финал этого результата не хватило. Будучи студентом, позже Рыбалка представлял страну на Универсиаде в Пекине — с теми же партнёрами завоевал серебряную медаль в эстафете 4 × 400 метров, уступив только команде из США.
В 2002 году отметился выступлением на Кубке Европы в Анси, в эстафете 4 × 400 метров занял итоговое шестое место.
Завершил спортивную карьеру по окончании сезона 2004 года.
За выдающиеся спортивные достижения удостоен почётного звания «Мастер спорта Украины международного класса».